# Dorcopsulus vanheurni
Dorcopsulus vanheurni is een zoogdier uit de familie van de kangoeroes (Macropodidae). De wetenschappelijke naam van de soort werd voor het eerst geldig gepubliceerd door Oldfield Thomas in 1922.

## Beschrijving
D. vanheurni is de kleinste kangoeroe van Nieuw-Guinea. De kop-romplengte bedraagt 315 tot 446 mm, de staartlengte 225 tot 402 mm, de achtervoetlengte 90 tot 117 mm, de oorlengte 35 tot 40 mm en het gewicht 1500 tot 2340 g. Bij deze soort is ongeveer de helft van de staart naakt, meer dan bij de verwante Macleaywallaby.

## Voorkomen
De soort komt voor in de Centrale Cordillera van Nieuw-Guinea en op het Huon Peninsula, op 800 tot 3100 m hoogte. Deze soort is overdag actief en eet planten; een favoriet is Rungia klossii.